# Orde van de Fürstprängler
De Orde van de Fürstprängler, ook "Fürstpänger" of "Fürstpanner" genoemd, werd in 1355 in Neurenberg door keizer Karel IV van het Heilige Roomse Rijk ingesteld om de leden van de Frankische adel aan zijn persoon te verbinden.
De Orde is een van de historische Orden van Beieren.

De Orde werd genoemd naar het ordekleinood, een gouden gesp in de rechterhoek van het wapenschild. Aanleiding voor de instelling van een Orde was de verdrijving van de Joden uit Neurenberg en de bouw van een kapel op de plaats van de synagoge en de schenking van een kostbaar relikwie, de gordel van de Heilige Maagd Maria aan deze Neurenbergse kapel.
De statuten van de Orde zijn bewaard gebleven en Gustav Adolph Ackermann vermeldt de Orde in zijn in 1855 verschenen ordenboek. De Orde had 25 leden, gezellen genoemd, uit 12 adellijke Frankische geslachten.

De Orde bloeide gedurende de gehele 15e eeuw maar verdween in 1603 uit de annalen.
Sint Anna-orde ·
Bloemenorde ·
Sint-Elisabeth-orde ·
Orde van de Fürstprängler ·
Huisridderorde van de Heilige Georg ·
Ridderlijk Gezelschap van de Heilige Georg in Franken ·
Huisridderorde van de Heilige Michaël ·
Huisridderorde van Sint-Hubertus ·
Orde van Verdienste van de Beierse Kroon ·
Orde van de Leeuw van de Palts ·
Ludwigsorde ·
Militaire Max Joseph-Orde ·
Maximiliaansorde voor Wetenschap en Kunst ·
Beierse Maximiliaansorde voor Wetenschap en Kunst ·
Orde voor de Militaire Gezondheidszorg ·
Ordre de Parfaite Amitié ·
Orde van de Rode Adelaar ·
Theresia-orde ·
Beierse Orde van Verdienste ·
Orde van Militaire Verdienste ·
Ludwigsmedaille
Zie ook: Ridderorden in Beieren · Onderscheidingen in Beieren